# 国际消防安全科学协会
国际消防安全科学协会（英語：International Association for Fire Safety Science, IAFSS）是于1985年在美国成立的研究机构，旨在对预防和减轻火灾不利影响的学科进行研究，并提供展示此类研究成果的论坛，其在英格兰和威尔士注册为慈善组织。
国际消防安全科学协会从事其他有利于消防科学与工程的学术活动，并运营一个开放的邮件清单，人们可以通过清单参与在线讨论。国际消防安全科学协会的官方期刊是《Fire Safety Journal》，由Elsevier出版。

## 宗旨和管理
国际消防安全科学协会的成立宗旨，是为未解决的火灾问题上取得突破进展，提供科学基础。协会将与其他组织进行合作，无论其是否关注防火应用技术，还是对火灾至关重要的学术组织，并将鼓励和激励科学家解决火灾问题，提供必要的科学基础和手段，以减少生命和财产损失。
国际消防安全科学协会由委员会管理，委员会是由协会选出的24名管理委员，及由管理委员会选出9名慈善受托人组成。慈善受托人还担任协会的执行委员会成员，即担任主席、副主席（3人）、名誉秘书、名誉财务主管、卸任主席和执行委员（2人），作为在英格兰注册的慈善机构，至少要有一名受托人或委员是居住在英格兰或威尔士。
国际消防安全科学协会的成员有来自不同国家的学者，自成立以来已经发展到400多名成员，其成员来自澳大利亚、奥地利、比利时、巴西、加拿大、中国、丹麦、德国、芬兰、法国、荷兰、香港、印度、爱尔兰、意大利、日本、韩国、卢森堡、新西兰、挪威、俄罗斯、西班牙、瑞典、瑞士、台湾、英国和美国。

## 座谈和学术研究
国际消防安全科学协会举办三年一次的专题讨论会，首次于1986年在美国加州伯克利举行，最近一次于2023年在日本筑波市国际会议中心举行。 会议记录的所有论文都通过严格的审查程序进行同行审查，只有大约1/3的提交论文被接受发表。
火灾安全科学与工程（Fire Safety Science and Engineering）是一门以火灾发生与发展规律和火灾预防与扑救技术为研究对象的新兴综合性学科，是综合反映火灾防治科学技术的知识体系。这一学科名称由国际消防安全科学协会提出。
国际消防安全科学协会书目数据库（IAFSS bibliographic database）提供国际研讨会论文集、亚太消防科学与技术协会论文集及BRE（前称火灾研究中心）的论文、引文信息和摘要访问。